# Eupithecia kudoi
Eupithecia kudoi är en fjärilsart som beskrevs av Inoue 1983. Eupithecia kudoi ingår i släktet Eupithecia och familjen mätare. Inga underarter finns listade i Catalogue of Life.